# Sympistis funesta
Sympistis funesta är en fjärilsart som beskrevs av Gustaf von Paykull 1793. Sympistis funesta ingår i släktet Sympistis och familjen nattflyn. Inga underarter finns listade i Catalogue of Life.

## Bildgalleri

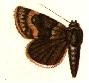
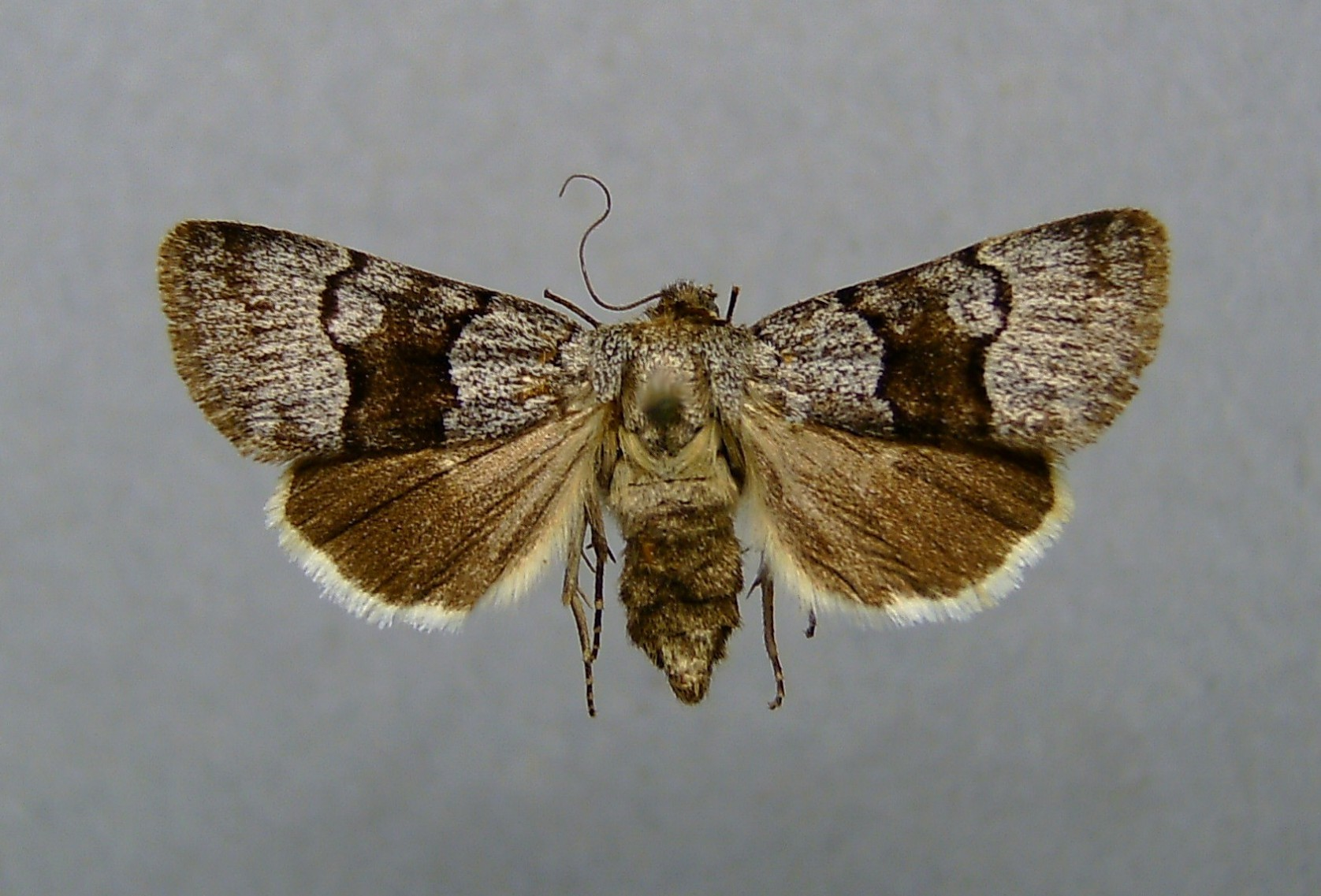
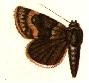